# Alfabet frigi
L'alfabet frigi és l'escriptura usada en el primers textos en idioma frigi.
Aquest es remunta a l'alfabet fenici del segle VIII aC i es va utilitzar fins al segle IV aC (inscripcions "antigues frigíes"), després va ser substituït per l'alfabet comú grec (inscripcions "nou-frigíes") des del segle I al III dC. Al derivar del fenici, l'alfabet frigi té moltes similituds amb ell, i és gairebé idèntic als primers alfabets grecs occidentals.
L'alfabet consta de 19 lletres: 5 vocals (a, e, i, o, u) i 14 consonants (b, g, d, v, z, y, k, l, m, n, p, r, s, t). Tanmateix es va emprar en les inscripcions del dialecte mísic una variant de l'alfabet frigi aquesta presentava una lletra addicional, l'anomenada "S mísia". Un fet important i característic de l'escriptura frígia és que les seves paraules solen estar separades per espais o per tres o quatre punts espaiats verticalment. Aquesta escriptura normalment també era d'esquerra a dreta ("dextrovers"), però aproximadament una sisena part de les inscripcions es van escriure de dreta a esquerra ("sinistrovers"). A les inscripcions de diverses línies sol haver-hi una grafia de bustrofedon (unes quantes dotzenes d'inscripcions).

## Alfabet

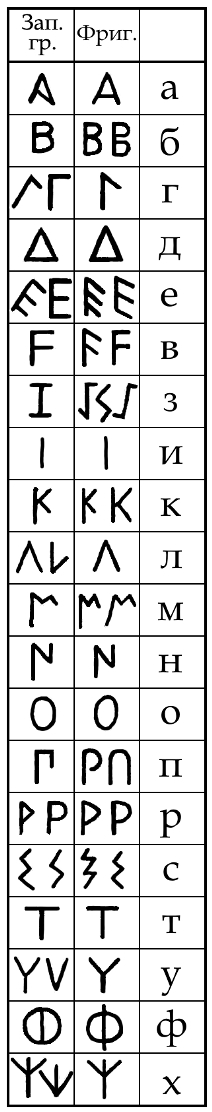
A la primera columna l'alfabet grec; a la segona, el frigi, i a la tercera el so corresponent a l'alfabet búlgar.

Els dinou caràcters de l'alfabet antic-frigi són:
| Direcció d'escriptura | Direcció d'escriptura | Transcripció | Fonema      | Equivalent nou-frigi |
| ΑΒΓ⇒                  | ⇒ΑΒΓ                  | Transcripció | Fonema      | Equivalent nou-frigi |
| --------------------- | --------------------- | ------------ | ----------- | -------------------- |
|                       | 𐤠                     | a            | /a/, /aː/   | Α                    |
| Β, 8                  | B                     | b            | /b/         | Β                    |
| 𐊩                     | 𐊩                     | g            | /ɡ/         | Γ                    |
| 𐊅, 𐊍                  | 𐊍, 𐊅                  | d            | /d/         | Δ                    |
| 𐊤,                    | ,                     | e            | /e/, /eː/   | Ε, Η                 |
| F                     | F                     | v            | /w/         | ΟΥ                   |
| Ι                     | Ι                     | i            | /i/, /iː/   | Ι, ΕΙ                |
| Κ, , 𐊵, 𐊜,            | 𐊜 ,𐊵 ,K               | k, , 𐊵, 𐊜,   | /k/         | Κ                    |
| 𐰃                     |                       | l            | /l/         | Λ                    |
| 𐌌                     |                       | m            | /m/         | Μ                    |
| 𐊪                     |                       | n            | /n/         | Ν                    |
| Ο                     | Ο                     | o            | /o/, /oː/   | Ο, Ω                 |
| 𐌐                     |                       | p            | /p/         | Π                    |
| 𐌛                     | 𐌛                     | r            | /r/         | Ρ                    |
| ,                     | 𐰩,                    | s            | /s/         | Σ                    |
| Τ                     | Τ                     | t            | /t/         | Τ                    |
| 𐊄                     | 𐤰                     | u            | /u/, /uː/   | ΟΥ, O                |
| 𐰀, X                  | 𐰁,𐰀                   | y            | /j/         | Ι                    |
| 𐊁, 𐌘, , Ͳ             | 𐊁                     | 𐊁, 𐌘, , Ͳ    | /z/ (/zd/?) | Ζ                    |